# Remilly Les Marais
Ne doit pas être confondu avec Remilly-Aillicourt.
Remilly Les Marais est une  commune française située dans le département de la Manche en région Normandie, peuplée de 1 064 habitants.
Elle est créée le 1er janvier 2017 par la fusion de trois communes situées dans le marais de Carentan, sous le régime juridique des communes nouvelles. Les communes de Remilly-sur-Lozon, Le Mesnil-Vigot et Les Champs-de-Losque deviennent des communes déléguées.

## Géographie

### Hydrographie
La commune est située dans le bassin Seine-Normandie. Elle est drainée par la Terrette, le Lozon, la Venloue, la Losque, l'Orogale, le bras la Veloue, le bras le Lozon, le cours d'eau 03 de la commune de Hauteville la Guichard, le fossé 01 de la commune du Mesnil-Vigot, le fossé 05 de la commune de Feugères, le fossé 12 des Vallées, la Losquette, la rivière du Moulin, le ruisseau du Marais du Hommet et divers autres petits cours d'eau,.
La Terrette, d'une longueur de 29 km, prend sa source dans la commune de Cerisy-la-Salle et se jette dans la Taute en limite de Tribehou et de Graignes-Mesnil-Angot, après avoir traversé 13 communes.

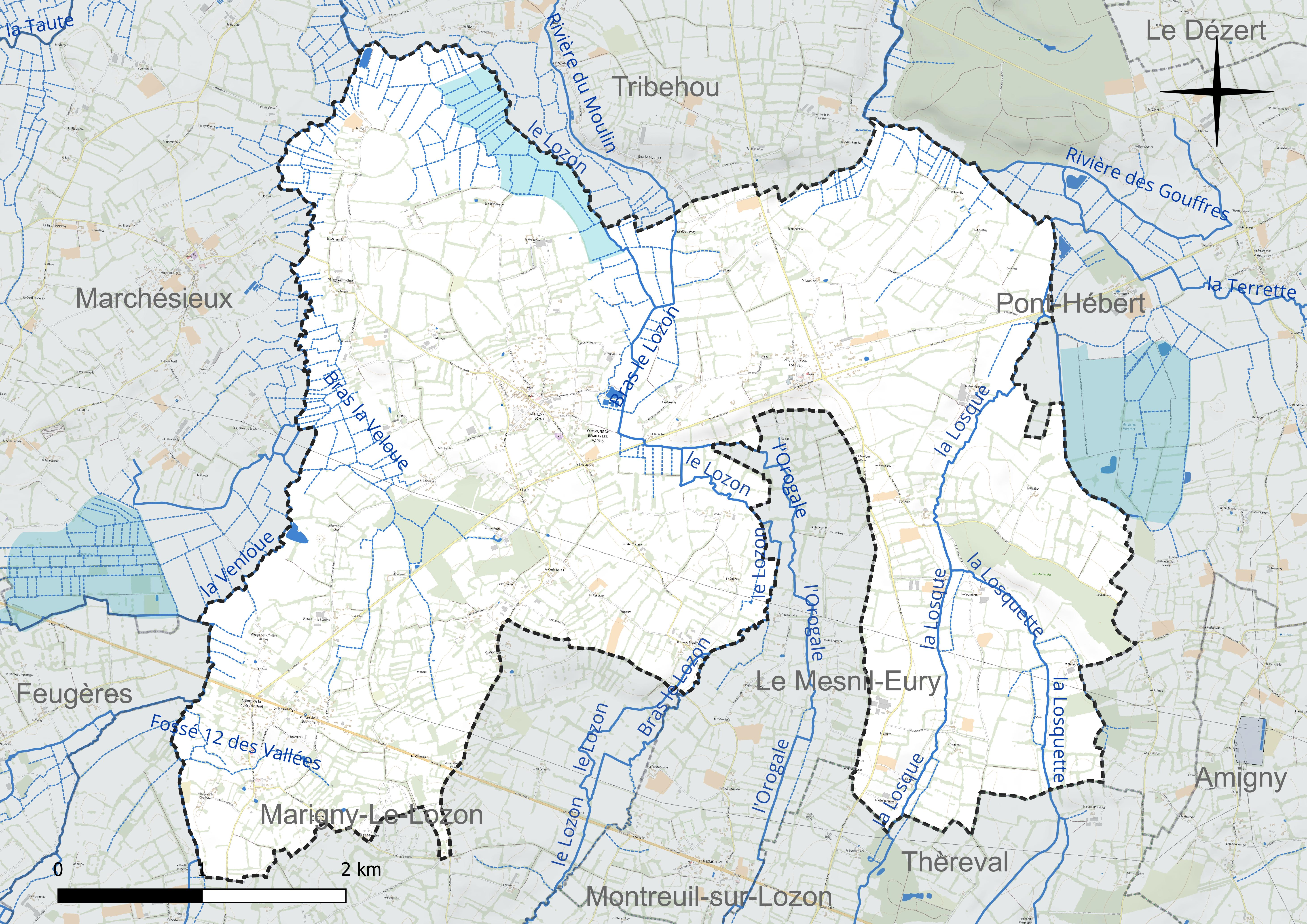
Réseau hydrographique de Remilly Les Marais.

Le Lozon, d'une longueur de 25 km, prend sa source dans la commune de Cametours et se jette dans la Taute en limite de Marchésieux et de Tribehou, après avoir traversé dix communes.
La Venloue, d'une longueur de 15 km, prend sa source dans la commune de Camprond et se jette dans le Lozon en limite de Marchésieux et de Remilly Les Marais, après avoir traversé huit communes.

### Climat
Pour des articles plus généraux, voir Climat de la Normandie et Climat de la Manche.
En 2010, le climat de la commune est de type climat océanique franc, selon une étude du CNRS s'appuyant sur une série de données couvrant la période 1971-2000. En 2020, Météo-France publie une typologie des climats de la France métropolitaine dans laquelle la commune est exposée à un climat océanique et est dans la région climatique Normandie (Cotentin, Orne), caractérisée par une pluviométrie relativement élevée (850 mm/a) et un été frais (15,5 °C) et venté. Parallèlement le GIEC normand, un groupe régional d’experts sur le climat, différencie quant à lui, dans une étude de 2020, trois grands types de climats pour la région Normandie, nuancés à une échelle plus fine par les facteurs géographiques locaux. La commune est, selon ce zonage, exposée à un « climat maritime », correspondant au Cotentin et à l'ouest du département de la Manche, frais, humide et pluvieux, où les contrastes pluviométrique et thermique sont parfois très prononcés en quelques kilomètres quand le relief est marqué.
Pour la période 1971-2000, la température annuelle moyenne est de 11,1 °C, avec une amplitude thermique annuelle de 11,3 °C. Le cumul annuel moyen de précipitations est de 899 mm, avec 13,6 jours de précipitations en janvier et 7,6 jours en juillet. Pour la période 1991-2020, la température moyenne annuelle observée sur la station météorologique la plus proche, située sur la commune de Cerisy-la-Salle à 17 km à vol d'oiseau, est de 11,5 °C et le cumul annuel moyen de précipitations est de 1 112,5 mm,. Pour l'avenir, les paramètres climatiques de la commune estimés pour 2050 selon différents scénarios d’émission de gaz à effet de serre sont consultables sur un site dédié publié par Météo-France en novembre 2022.

## Urbanisme

### Typologie
Au 1er janvier 2024, Remilly Les Marais est catégorisée commune rurale à habitat dispersé, selon la nouvelle grille communale de densité à sept niveaux définie par l'Insee en 2022.
Elle est située hors unité urbaine. Par ailleurs la commune fait partie de l'aire d'attraction de Saint-Lô, dont elle est une commune de la couronne,. Cette aire, qui regroupe 63 communes, est catégorisée dans les aires de 50 000 à moins de 200 000 habitants,.

## Toponymie
Le nom de la localité est attesté sous les formes Rumilleio à la fin du XIe siècle, Rumilleyum en 1299, Rimillie en 1309 et Rumilly en 1326. Le toponyme serait issu de l'anthroponyme latin/roman Romilius,,.
En 2016, à l'occasion de la création de la commune nouvelle, le suffixe les-Marais est ajouté pour désigner le nouveau territoire, le même choix que pour Carentan les Marais.

## Histoire

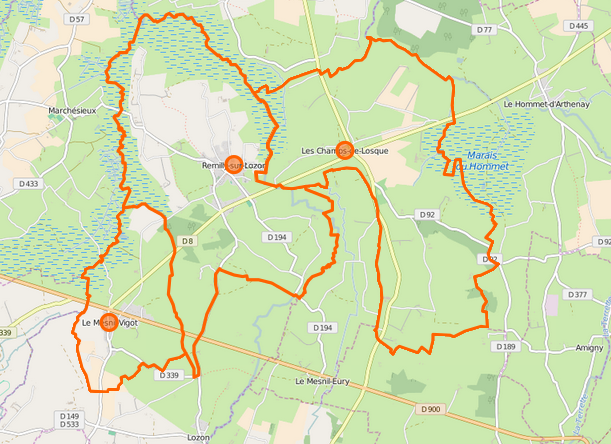
Les trois communes déléguées.

Concluant un projet initié en 2015 et porté par le député de la Manche Philippe Gosselin, les conseils municipaux de trois communes votent le 24 juin 2016 la fusion sous le régime juridique des communes nouvelles instauré par la loi no 2010-1563 du 16 décembre 2010 de réforme des collectivités territoriales : Les-Champs-de-Losque par 10 oui et 1 non ; Le Mesnil-Vigot par 6 oui, 2 non et 2 blancs ; Remilly-sur-Lozon par 11 oui, 2 non et 1 blanc.
La commune est officiellement créée le 1er janvier 2017 par un arrêté préfectoral du 5 août 2016 (rectifié par un arrêté du 12 septembre 2016). Les trois communes deviennent des communes déléguées et Remilly-sur-Lozon est le chef-lieu de la commune nouvelle.
Le conseil municipal s'est déclaré favorablement en décembre 2018 pour modifier les limites cantonales ; le territoire de la commune déléguée des Champs-de-Losque quitte le canton de Pont-Hébert pour le canton de Saint-Lô-1, cohérent avec les deux autres communes déléguées.

## Politique et administration
En attendant les élections municipales de 2020, le conseil municipal élisant le maire est composé des conseillers des trois anciennes communes.
| Période      | Période      | Identité            | Étiquette | Qualité                                |
| ------------ | ------------ | ------------------- | --------- | -------------------------------------- |
| 2017         | juillet 2017 | Philippe Gosselin   | LR        | Professeur de droit Maire honoraire    |
| juillet 2017 | mai 2020     | Pierre Vautier      |           |                                        |
| mai 2020     | En cours     | Marie-Josèphe Baugé | SE        | Retraitée de l’enseignement secondaire |

### Communes déléguées
| Nom                       | Code Insee | Intercommunalité  | Superficie (km2) | Population (dernière pop. légale) | Densité (hab./km2) |
| ------------------------- | ---------- | ----------------- | ---------------- | --------------------------------- | ------------------ |
| Remilly-sur-Lozon (siège) | 50431      | CA Saint-Lô Agglo | 9,56             | 644 (2021)                        | 67                 |
| Le Mesnil-Vigot           | 50325      | CA Saint-Lô Agglo | 3,26             | 218 (2021)                        | 67                 |
| Les Champs-de-Losque      | 50119      | CA Saint-Lô Agglo | 9,31             | 196 (2021)                        | 21                 |

### Circonscriptions électorales
À la suite du décret du 5 mars 2020, la commune est entièrement rattachée au canton de Saint-Lô-1.

## Démographie
L'évolution du nombre d'habitants est connue à travers les recensements de la population effectués dans la commune depuis sa création.

En 2022, la commune comptait 1 064 habitants, en évolution de −3,1 % par rapport à 2016 (Manche : −0,31 %, France hors Mayotte : +2,11 %).
| 2015  | 2020  | 2022  |
| ----- | ----- | ----- |
| 1 091 | 1 059 | 1 064 |

## Culture locale et patrimoine

### Lieux et monuments

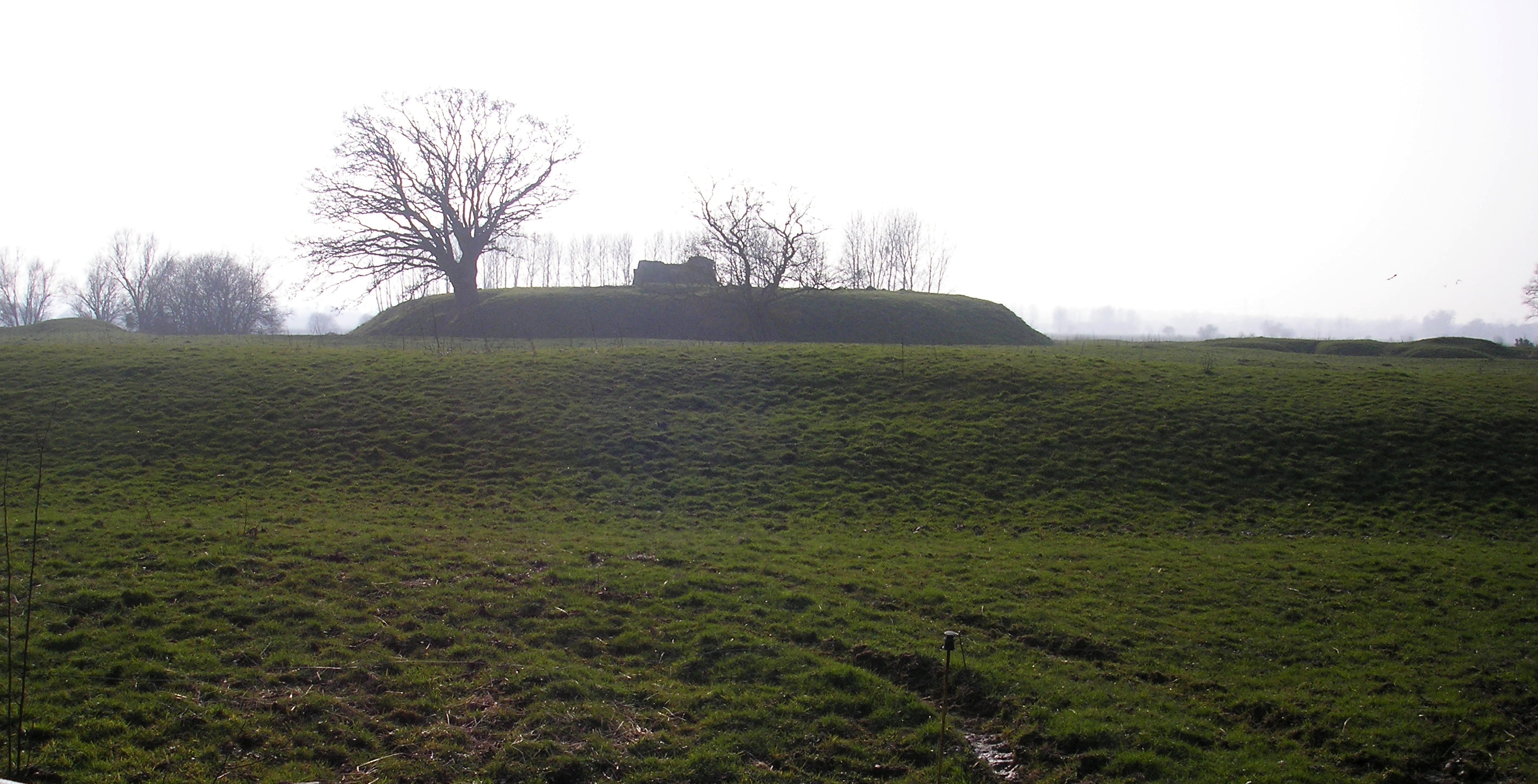
La butte Saint-Clair.

#### Patrimoine religieux
- Église Saint-Martin de Remilly du XVe siècle.
- Église Saint-Aubin des Champs-de-Losque reconstruite au XIXe siècle.
- Église Saint-Germain du Mesnil-Vigot, romane, remaniée au XVIIIe siècle. La nef comporte des restes d'appareil en arête-de-poisson.

#### Patrimoine civil
- Ruines du château de Montfort (XVe siècle), inscrites aux Monuments historiques depuis le 29 décembre 1978[39].
- Manoir de la Granderie du XVIe siècle.
- Butte Saint-Clair, motte castrale, classée au titre des Monuments historiques depuis le 12 septembre 1979[40].

## Pour approfondir